# 米長流急戦矢倉
| 9  | 8  | 7  | 6  | 5  | 4  | 3  | 2  | 1  |    |
| 香 |    |    |    |    | 王 |    | 桂 | 香 | 一 |
|    | 飛 |    | 銀 | 金 | 銀 | 金 | 角 |    | 二 |
| 歩 |    | 桂 |    |    | 歩 |    | 歩 | 歩 | 三 |
|    |    | 歩 | 歩 | 歩 |    | 歩 |    |    | 四 |
|    | 歩 |    |    |    |    |    | 歩 |    | 五 |
|    |    | 歩 | 歩 | 歩 |    |    |    |    | 六 |
| 歩 | 歩 | 銀 | 金 |    | 歩 | 歩 |    | 歩 | 七 |
|    |    | 金 |    |    | 銀 |    | 飛 |    | 八 |
| 香 | 桂 | 角 | 玉 |    |    |    | 桂 | 香 | 九 |

米長流急戦矢倉（よねながりゅうきゅうせんやぐら）は、将棋の戦法の一つ。矢倉戦における後手番の有力な戦法であり、急戦矢倉の一つとして、1980年代中盤にプロの間で多く指された。米長邦雄永世棋聖が創案し、好んで指したことからこの名が付いた。

## 概要
急戦矢倉には他に升田流急戦矢倉、矢倉中飛車などがある。その中でもカニ囲いに組み、矢倉囲いを作っている最中の敵陣を一気に急襲する戦法でもとは富沢幹雄などが好んで指していた。米長が指し始めてから特に米長流と呼ばれていく。
矢倉の一分野である早囲いは、米長流に対処しきれず、一時期廃れていった。
1980年代に飛車先不突矢倉の登場により、従来より更に受け身になることが多かった矢倉後手番において、自ら積極的に攻めて主導権を握るこの戦法の出現は、矢倉後手番に頭を悩ませていた多くの棋士にとって福音となり、たちまち攻め好きな棋士の間で流行することとなった。奨励会時代の佐藤康光や北浜健介も、この戦法で多くの白星を稼いだ。
米長自身もこの戦法を用いて中原誠から十段を奪取し、当時史上3人目となる四冠王に輝いた。

## 米長流急戦矢倉の戦い
後手は矢倉に組まず、角筋を通したまま△6四歩を突き△7三桂と跳ね、6筋に戦力を集中して先攻する(掲載の図表から△6五歩が典型的な例)。6筋をこじあけて9九の香車を取りながら馬を作るのが狙いの一つである。また、先手が4六歩と角道を止めると後手からの急戦が難しくなり、先手は4七銀3七桂、後手も6三銀7三桂の
先後同型矢倉が派生する。その場合、端歩はどうするのか、玉は矢倉に入場するのか、どちらから先攻するのか、などの駆け引きが生じる。これらはいまだに未解決である。

## その後の米長流
| 9  | 8  | 7  | 6  | 5  | 4  | 3  | 2  | 1  |    |
| 香 | 桂 |    |    |    | 王 | 角 | 桂 | 香 | 一 |
|    | 飛 |    | 銀 |    |    | 金 |    |    | 二 |
| 歩 |    | 歩 |    |    | 金 | 銀 | 歩 | 歩 | 三 |
|    |    |    | 歩 | 歩 | 歩 | 歩 |    |    | 四 |
|    | 歩 |    |    |    |    |    | 歩 |    | 五 |
|    |    | 歩 |    | 歩 | 歩 | 歩 |    |    | 六 |
| 歩 | 歩 |    | 歩 | 銀 | 銀 | 桂 |    | 歩 | 七 |
|    | 角 | 金 |    |    |    |    | 飛 |    | 八 |
| 香 | 桂 |    | 玉 |    | 金 |    |    | 香 | 九 |

しかしその後は研究が進んだことと（早めに先手が▲7九角と引くのが有効であることが分かった）、矢倉後手番における急戦の宿命である玉の薄さが嫌われ、プロ間で指されることはほとんどなくなった。その一方で、先手番における急戦矢倉として、後手番の無理矢理矢倉への対抗策の1つとして残っており、1995年頃には時折指されていた。
2003年時点においては、後手番で指すのは田丸昇くらいになってしまった、とされたが、のちに藤井猛が考案した藤井流早囲いへの対策として応用されている。
2011年にプロになった藤森哲也は、三段リーグ時代から、左銀を中央に繰り出していく米長流を採用して、やがて他の棋士もさすようになる。先手の最善の対抗策とされた▲３七銀～▲１五角に対しては、後手は飛車先の歩交換から△８三飛と引く形を採用してみずから「藤森流」とした。藤森は2014年には著書『藤森流急戦矢倉』を刊行し、2019年には囲碁将棋チャンネルの番組「将棋連盟が選ぶ 注目の一局」で、藤森流の「急戦矢倉」の解説をおこなった。藤森流の場合、先手側で採用される場合もある。
2010年代後半の米長流急戦矢倉は、先手矢倉対策としての後手居角左美濃急戦を封じる目的で、後手に3三銀と受けさせるために突き越した2五の歩を活かせる戦型として活用された。具体的には、図のように6六の銀を▲5七銀と引いて角道を通して急戦を狙う手筋が現れる。代表局として、2018年8月竜王戦挑戦者決定戦第一局▲深浦康市vs△広瀬章人戦があり、図の5七銀以下は△6五歩▲4五歩△同歩▲同桂△4四銀▲3五歩と進む。これを△同歩ならば▲2四歩で、△同歩は▲同飛から4四飛と2一飛成の狙いが生じる。